# Bataille de Lucheng
Guerres de la fin de la dynastie Han
La bataille de Lucheng (chinois simplifié : 卤城之战 ; chinois traditionnel : 鹵城之戰 ; pinyin : Lǔchéng Zhī Zhàn) se déroule en l'an 213, à la fin de la dynastie Han et fait partie d'une révolte organisée par le général Yang Fu contre le seigneur de guerre Ma Chao. Cette révolte a été organisée par les opposants au régime de Ma Chao, qui s'est emparé du poste de gouverneur de la Province de Liang, après avoir vaincu et exécuté Wei Kang (韋康), son prédécesseur, à l'issue du siège de Jicheng.

## Situation avant le début de la bataille
Peu de temps après que Ma Chao se soit emparé du pouvoir, Yang Fu décide d'organiser une rébellion pour venger son ancien maître Wei Kang. Pour mener à bien son plan, il peut compter sur le soutien de ses deux amis, Zhao Qu (趙衢) et Liang Kuan (梁寬).
Un jour, il va voir Ma Chao et lui dit que sa femme est morte et qu’il voudrait s'absenter deux mois pour l'enterrer. Chao le laisse partir et, sur le chemin, il rend visite à son cousin Jiang Xu pour lui demander de l'aide. Xu décide d’agir et de se joindre à la rébellion de Fu, tout comme ses deux collaborateurs, Zhao Ang et Yin Feng.

## La bataille
Conformément au plan qu'il a mis au point, lorsque Jiang Xu, Yang Fu, Zhao Ang et Yin Feng se révoltent, Zhao Qu suggère à Ma Chao de les attaquer immédiatement, pendant qu'il assure la protection de Jicheng. Dès que Ma Chao part avec Ma Dai et Pang De pour mater la rébellion, Zhao Qu et Liang Kuan prennent le contrôle de la ville et massacrent la famille de Ma Chao. Pendant ce temps, Ma Chao, Ma Dai et De Pang arrivent à Lucheng pour combattre Yang Fu et Jiang Xu. Dans un premier temps, il semble que Fu et Xu n’ont aucune chance, car ils se replient immédiatement, avec Ma Chao qui se lance à leur poursuite. Ils se replient en bon ordre, jusqu'à l'arrivée de la deuxième armée dirigée par Zhao Ang et Yin Feng, puis d'une troisième armée composée de soldats de Cao Cao et commandée par Xiahou Yuan. Incapable de résister alors qu'il est attaqué de trois côtés, Ma Chao se replie à son tour.

## Repli depuis Jicheng
Ma Chao s'enfuit vers Jicheng, mais lorsqu'il arrive devant les portes de la ville, il est accueilli par une volée de flèches. Zhao Qu et Liang Kuan apparaissent alors sur les remparts de la ville et jettent le cadavre de la femme de Ma Chao aux pieds de ce dernier. Ma Chao, fou de rage, est à deux doigts d'en tomber de son cheval. Finalement, Ma Chao et ses hommes repartent vers Lucheng, où les gardes de nuit les laissent entrer en pensant qu’il s'agit de leurs propres troupes revenant du combat. Dès qu’ils sont à l’intérieur de la ville, les soldats de Chao commencent à tuer tout le monde, y compris la mère et le fils de Jiang Xu.
Le lendemain, Xiahou Yuan arrive et Ma Chao s'enfuit vers l'Ouest et tombe sur Yang Fu après avoir parcouru quelques lis. Dans un élan de rage, il saisit sa lance et charge Yang Fu, le blessant cinq fois. Malgré la violence des attaques, Yang survit et Ma Chao doit s'enfuir avec Ma Dai et Pang De pour se réfugier auprès de son allié, le Seigneur de guerre Zhang Lu qui règne sur Hanzhong.

## Conséquences
Si Zhang Lu accueille Ma Chao, il le traite avec suspicion, si bien que ce dernier finit par rejoindre Liu Bei, un autre seigneur de guerre et rival de Cao Cao, avec son cousin Ma Dai. Pang De, lui, préfère rester à Hanzhong et finit par se mettre au service de Cao Cao lorsque celui-ci s'empare de la ville.